# Чжан Лань
Чжан Лань (кит. трад. 張瀾, упр. 张澜, пиньинь Zhāng Lán 2 апреля 1872, Сичун, Империя Цин — 9 февраля 1955, Пекин, КНР), второе имя Бяофа́н (кит. 表方)  — китайский государственный и политический деятель, революционер, лидер Демократической лиги Китая с 1941 по 1955.

## Биография
Чжан родился в семье наньчунской интеллигенции. С юных лет поддерживал реформистские идеи философа Лян Цичао, и присоединился к группе, выступающей за установление конституционной монархии в Китае. Накануне Синьхайской революции был одним из руководителей патриотического движения в провинции Сычуань. Выступал против планируемой национализации проектируемой железной дороги Сычуань-Ханькоу. Протесты против этого переросли в восстание, которое было легко подавлено властями.
В 1916 г. организовал небольшую армию для противодействия Юань Шикаю, однако последний умер прежде чем планы Чжан Ланя были реализованы. В 1920 г. — губернатор провинции Сычуань. В 1926—1928 гг. — президент Чэндуского колледжа, с 1928 г. — президент Чэндуского педагогического института.
В период Второй японо-китайской войны — член Национального политического совета, выступал за сотрудничество коммунистов и националистов в борьбе с японскими оккупантами. В 1941 г. ряд оппозиционных групп объединились и создали Лигу китайских демократических политических групп. Чжан Лань был избран председателем и, будучи беспартийной фигурой, смог смягчить разногласия между составными группами Лиги. После реорганизации Лиги в Демократическую лигу Китая в 1944 г., сохранил свой пост.
В 1947 г. Лига была объявлена вне закона, Чжан Лань был помещен под домашний арест в Шанхае. Весной 1949 г. сбежал при поддержке агентов Коммунистической партии Китая и отправился в Пекин, чтобы помочь в формировании нового правительства. После образования Китайской Народной Республики (КНР), в 1949—1954 гг. — заместитель председателя народного правительства КНР, с сентября 1954 г. был заместителем председателя Постоянного комитета Всекитайского собрания народных представителей. Умер от атеросклероза в феврале 1955 года в возрасте 83 лет.

## В культуре
В игре Hearts of Iron IV присутствует как альтернативный лидер Коммунистического Китая